# Paracytheroma levis
Paracytheroma levis is een mosselkreeftjessoort uit de familie van de Cytheromatidae. De wetenschappelijke naam van de soort is voor het eerst geldig gepubliceerd in 1957 door Hartmann.